# IHL 1967/68
Die Saison 1967/68 war die 23. reguläre Saison der International Hockey League. Während der regulären Saison bestritten die sieben Teams jeweils 72 Spiele. In den Play-offs setzten sich die Muskegon Mohawks durch und gewannen den ersten Turner Cup in ihrer Vereinsgeschichte.

## Reguläre Saison

### Abschlusstabelle
Abkürzungen: GP = Spiele, W = Siege, L = Niederlagen, T = Unentschieden, OTL = Niederlage nach Overtime, GF = Erzielte Tore, GA = Gegentore, Pts = Punkte
|                      | GP | W  | L  | T  | GF  | GA  | Pts |
| -------------------- | -- | -- | -- | -- | --- | --- | --- |
| Muskegon Mohawks     | 72 | 43 | 17 | 12 | 305 | 216 | 98  |
| Dayton Gems          | 72 | 33 | 27 | 12 | 332 | 275 | 78  |
| Columbus Checkers    | 72 | 32 | 30 | 10 | 312 | 300 | 74  |
| Fort Wayne Komets    | 72 | 30 | 29 | 13 | 282 | 272 | 73  |
| Toledo Blades        | 72 | 29 | 29 | 14 | 261 | 307 | 72  |
| Port Huron Flags     | 72 | 25 | 36 | 11 | 269 | 343 | 61  |
| Des Moines Oak Leafs | 72 | 19 | 43 | 10 | 244 | 292 | 48  |

## Turner-Cup-Playoffs
|  | Turner-Cup-Halbfinale | Turner-Cup-Halbfinale | Turner-Cup-Halbfinale |  |  | Turner-Cup-Finale | Turner-Cup-Finale | Turner-Cup-Finale |
|  |                       |                       |                       |  |  |                   |                   |                   |
|  |                       |                       |                       |  |  |                   |                   |                   |
|  | 1                     | Muskegon Mohawks      | 4                     |  |  |                   |                   |                   |
|  | 3                     | Columbus Checkers     | 0                     |  |  |                   |                   |                   |
|  |                       |                       |                       |  |  | 1                 | Muskegon Mohawks  | 4                 |
|  |                       |                       |                       |  |  | 2                 | Dayton Gems       | 1                 |
|  | 2                     | Dayton Gems           | 4                     |  |  |                   |                   |                   |
|  | 4                     | Fort Wayne Komets     | 2                     |  |  |                   |                   |                   |
|  |                       |                       |                       |  |  |                   |                   |                   |

## Vergebene Trophäen

### Mannschaftstrophäen
| Auszeichnung                                          | Team             |
| ----------------------------------------------------- | ---------------- |
| Turner Cup Gewinner der IHL-Playoffs                  | Muskegon Mohawks |
| Fred A. Huber Trophy Bestes Team der regulären Saison | Muskegon Mohawks |

### Individuelle Trophäen
| Auszeichnung                                                       | Spieler        | Team              |
| ------------------------------------------------------------------ | -------------- | ----------------- |
| James Gatschene Memorial Trophy MVP der regulären Saison           | Len Thornson   | Fort Wayne Komets |
| James Gatschene Memorial Trophy MVP der regulären Saison           | Don Westbrooke | Dayton Gems       |
| Leo P. Lamoureux Memorial Trophy Bester Scorer                     | Gary Ford      | Muskegon Mohawks  |
| Governor’s Trophy Bester Verteidiger                               | Carl Brewer    | Muskegon Mohawks  |
| James Norris Memorial Trophy Torhüter mit den wenigsten Gegentoren | Bob Perani     | Muskegon Mohawks  |
| James Norris Memorial Trophy Torhüter mit den wenigsten Gegentoren | Tim Tabor      | Muskegon Mohawks  |
| Garry F. Longman Memorial Trophy Bester Rookie                     | Gary Ford      | Muskegon Mohawks  |